# 梁仁庵
梁仁庵（1861年—1921年），原名華興，別字仁生，號敬孚。生於廣東省南海縣西樵山稔岡村，自幼在鄉間受教育，年廿餘歲，在廣州粵海關當「師爺」（負責文書工作的小官），閒時便聯同友好，扶乩遣興。在1897年，梁氏偶然一次扶乩，得黃大仙降乩教導「普世勸善」，自此就成為黃大仙的信仰者，奉黃大仙為仙師，入道成為道侶，獲賜道號 「傳道」。

## 生平
1898年農曆八月廿三日，即黃大仙的寶誕，在黃大仙「同意及指引」下，廣東第一間供奉黃大仙的祠觀，在翌年農曆的五、六月間，在廣州花埭（花地，位於芳村) 落成。當時據說，只有梁仁庵道長能得到仙佛的感應，使箕筆移動和辨認沙上的箕字，所以成為普濟壇的主持。
梁仁庵後得黃大仙乩示，指廣州必有動亂，於是在1901年返回故鄉西樵山稔岡村，再成立「普慶」壇，並出錢出力，南海赤松黃大仙祠約在1903年竣工。
中華民國成立後，由於政局動盪，社會穩定受到威脅，梁氏從廣州返回故鄉，但得黃大仙降乩指示「此地不宜久留，必須向南遷移」。梁氏父子二人便於1915年攜同黃大仙畫像，前往香港繼續發展，初期波折重重。在1921年，梁氏扶乩得黃大仙指示，闢地建祠弘道，從此黃大仙信仰能植根香港。同年，祠廟落成，梁氏主持該祠廟大殿（嗇色園赤松黃仙祠）開光盛典後，便返回故鄉，不久因病發身故，享年60歲。
1949年以前，南海普慶壇仍然與香港分壇普宜壇保持聯繫，遇有慶典，普慶壇的道侶也會前往香港參與。

## 黃大仙信仰在香港
1915年以後，梁仁庵在香港輾轉佈道，先後在皇后大道以及灣仔等地設壇。直至1921年，得到黃大仙的箕示，謂吉地在九龍城碼頭起，往北走三千步處，可建祠。於是，梁仁庵和馮萼聯按照“箕示”，於今日之黃大仙區位置處建立祠壇“嗇色園”，以“普宜壇”作為壇號。大殿於1925年命名為“赤松黃仙祠”。